# Élections législatives de 1986 dans le Gard
Les élections législatives françaises de 1986 ont lieu le 16 mars 1986. Dans ce département, cinq députés sont à élire dans le cadre d'un scrutin proportionnel par liste départementale à un seul tour.

## Élus
| Député élu          |  | Parti     |
| ------------------- |  | --------- |
| Georgina Dufoix     |  | PS        |
| Alain Journet       |  | PS        |
| Jean Bousquet       |  | UDF (Rad) |
| Bernard Deschamps   |  | PCF       |
| Charles de Chambrun |  | FN        |

## Listes en présence

### Mouvement pour un parti des travailleurs
| N° | Candidats            | Parti | Parti | Principales fonctions                                            |
| -- | -------------------- | ----- | ----- | ---------------------------------------------------------------- |
| 01 | Georges Carbonnell   |       | MPPT  | Instituteur, Nîmes                                               |
| 02 | Charles Menet        |       | MPPT  | Ingénieur dans les mines, Alès                                   |
| 03 | Eugène-André Capelle |       | MPPT  | Directeur d'école retraité, ancien conseiller municipal de Nîmes |
| 04 | René Platon          |       | MPPT  | Conseiller municipal des Salles-du-Gardon                        |
| 05 | Gilbert Debat        |       | MPPT  | Retraité PTT, Le Vigan                                           |
|    |                      |       |       |                                                                  |
| 06 | Monique Vera         |       | MPPT  | Conseillère municipale de Tresques                               |
| 07 | Alain Rivron         |       | MPPT  | Inspecteur des PTT, Nîmes                                        |

### Parti communiste français
| N° | Candidats         | Parti | Parti | Principales fonctions                                                                     |
| -- | ----------------- | ----- | ----- | ----------------------------------------------------------------------------------------- |
| 01 | Bernard Deschamps |       | PCF   | Conseiller général du Canton de Beaucaire, ancien député                                  |
| 02 | Adrienne Horvath  |       | PCF   | Députée sortante et maire de Saint-Martin-de-Valgalgues, conseillère régionale            |
| 03 | Alain Clary       |       | PCF   | Conseiller général du Canton de Nîmes-6 et conseiller municipal de Nîmes, professeur      |
| 04 | Marjorie Vanel    |       | PCF   | Employée                                                                                  |
| 05 | Francis Iffernet  |       | PCF   | Conseiller municipal d'Alès                                                               |
|    |                   |       |       |                                                                                           |
| 06 | René Mathieu      |       | PCF   | Conseiller général du Canton de Roquemaure et maire de Saint-Victor-la-Coste, agriculteur |
| 07 | Joseph Pinna      |       | PCF   | Enseignant retraité, Saint-Jean-du-Gard                                                   |

### Majorité présidentielle (PS-MRG)
| N° | Candidats       | Parti | Parti | Principales fonctions |
| -- | --------------- | ----- | ----- | --- |
| 01 | Georgina Dufoix |       | PS    | Ministre des Affaires sociales et de la Solidarité nationale,porte-parole du gouvernement et conseillère municipale de Nîmes |
| 02 | Alain Journet   |       | PS    | Député sortant, conseiller régional, conseiller général du Canton du Vigan et maire du Vigan, géomètre expert                |
| 03 | Yves Fontalba   |       | PS    | Président de la Caisse régionale d'assurance maladie, retraité                                                               |
| 04 | Guy Roca        |       | PS    | Conseiller municipal de Vauvert, attaché commercial dans un établissement financier                                          |
| 05 | Jocelyne Pezet  |       | MRG   | Commerçante |
|    |                 |       |       | |
| 06 | Jean Colençon   |       | PS    | Professeur au collège de Brignon                                                                                             |
| 07 | Michel Sadorge  |       | PS    | Conseiller municipal de Bouillargues, psychomotricien                                                                        |

### Régionaliste (PNO)
| N° | Candidats         | Parti | Parti | Principales fonctions       |
| -- | ----------------- | ----- | ----- | --------------------------- |
| 01 | Jacques Ressaire  |       | PNO   | Apiculteur                  |
| 02 | Yves Rauzier      |       | PNO   | Professeur de mathématiques |
| 03 | Jean-Louis Veyrac |       | PNO   | Ouvrier agricole            |
| 04 | Louis Raymond     |       | PNO   | Apiculteur                  |
| 05 | Jacques Alauzen   |       | PNO   | Professeur de lettres       |
|    |                   |       |       |                             |
| 06 | Gilles Grande     |       | PNO   | Employé PTT                 |
| 07 | Jean-Marc Pellet  |       | PNO   | Boulanger                   |

### Union pour la démocratie française
| N° | Candidats           | Parti | Parti    | Principales fonctions                                                                                                 |
| -- | ------------------- | ----- | -------- | --- |
| 01 | Jean Bousquet       |       | UDF-Rad. | Maire de Nîmes, PDG de la société Cacharel                                                                            |
| 02 | Jean Poudevigne     |       | UDF-CDS  | Conseiller général du Canton d'Aramon et maire de Domazan, ancien député, directeur général de syndicat professionnel |
| 03 | Jean-Luc Chapon     |       | UDF-PR   | Conseiller général du Canton d'Uzès et maire d'Uzès, directeur de société                                             |
| 04 | Olivier Lapierre    |       | UDF      | Adjoint au maire de Saint-Gilles, docteur en médecine                                                                 |
| 05 | Albert Therme       |       | UDF      | Conseiller régional et adjoint au maire de Nîmes , professeur                                                         |
|    |                     |       |          | |
| 06 | Reine-Marie Laurens |       | UDF-PR   | Maire de Saint-Pons-la-Calm, exploitante agricole                                                                     |
| 07 | Max Roustan         |       | UDF-PR   | Apiculteur et enseignant                                                                                              |

### Rassemblement pour la République
| N° | Candidats      | Parti | Parti | Principales fonctions |
| -- | -------------- | ----- | ----- | --- |
| 01 | Alain Boule    |       | RPR   | Conseiller général du Canton de Nîmes-5 et adjoint au maire de Nîmes, directeur des relations extérieures à la Chambre de commerce et d'industrie Nîmes-Uzès-Le Vigan |
| 02 | Francine Gomez |       | DVD   | PDG de Waterman |
| 03 | Jacques Gras   |       | DVD   | Conseiller général du Canton de Vézénobres et maire de Vézénobres, médecin                                                                                            |
| 04 | Gérard Guillen |       | RPR   | Conseiller municipal de Pont-Saint-Esprit, professeur |
| 05 | Claude Potie   |       | UDF   | Conseiller municipal de Bagnols-sur-Cèze, directeur du personnel |
|    |                |       |       | |
| 06 | Pierre Riera   |       | PL    | Médecin |
| 07 | Nelly Molko    |       | RPR   | Conseillère municipale de Vauvert, professeur |

### Extrême droite (FN)
| N° | Candidats           | Parti | Parti | Principales fonctions                                                    |
| -- | ------------------- | ----- | ----- | ------------------------------------------------------------------------ |
| 01 | Charles de Chambrun |       | FN    | Administrateur de sociétés, ancien député et maire de Montrodat (Lozère) |
| 02 | Alain Champ         |       | FN    | Directeur administratif de foyer social                                  |
| 03 | Marcelle Camau      |       | FN    | Médecin                                                                  |
| 04 | Serge Macquin       |       | FN    | Directeur de société                                                     |
| 05 | Dominique Granel    |       | FN    | Étudiant                                                                 |
|    |                     |       |       |                                                                          |
| 06 | Georges Pons        |       | FN    | Chef d'entreprise                                                        |
| 07 | Chantal Rubi        |       | FN    | Infirmière                                                               |

### Extrême droite (FON)
| N° | Candidats           | Parti | Parti | Principales fonctions                    |
| -- | ------------------- | ----- | ----- | ---------------------------------------- |
| 01 | Georges Mathelin    |       | FON   | Officier supérieur en retraite, Le Vigan |
| 02 | Roger Werry         |       | FON   | Peintre en bâtiment, Nîmes               |
| 03 | Raoul Bernard       |       | FON   | Maçon                                    |
| 04 | Alain Raigue        |       | FON   | Conducteur de travaux                    |
| 05 | Christian Roger     |       | FON   | Représentant                             |
|    |                     |       |       |                                          |
| 06 | Alain Parreno       |       | FON   | Contrôleur                               |
| 07 | Jean-Marc Bruccheri |       | FON   | Peintre                                  |

### Extrême droite (POE)
| N° | Candidats            | Parti | Parti | Principales fonctions |
| -- | -------------------- | ----- | ----- | --------------------- |
| 01 | Jean-Claude Boussouf |       | POE   | Architecte            |
| 02 | François Calentier   |       | POE   | Rédacteur             |
| 03 | Richard Nasri        |       | POE   | Technicien            |
| 04 | Alain Le Cong Nen    |       | POE   | Architecte            |
| 05 | Huguette Teissier    |       | POE   | Caissière             |
|    |                      |       |       |                       |
| 06 | Fatah Louhab         |       | POE   | Peintre               |
| 07 | Philippe Formosa     |       | POE   | Agent de maitrise     |

## Résultats

### Résultats à l'échelle du département
| Liste Parti politique | Liste Parti politique                                                                                            | Tête de liste        | Tour unique | Tour unique | Sièges |
| Liste Parti politique | Liste Parti politique                                                                                            | Tête de liste        | Voix        | %           | Sièges |
| --------------------- | --- | -------------------- | ----------- | ----------- | ------ |
|                       | Pour une majorité de progrès avec le président de la République Parti socialiste (MRG)                           | Georgina Dufoix      | 85 081      | 28,84       | 2      |
|                       | Liste d'union de l'opposition soutenue par l'UDF Union pour la démocratie française (PRV - PR - CDS)             | Jean Bousquet        | 72 819      | 24,68       | 1      |
|                       | Liste présentée par le Parti communiste français Parti communiste français                                       | Bernard Deschamps    | 51 282      | 17,38       | 1      |
|                       | Liste de Rassemblement national présentée par le Front national Front national                                   | Charles de Chambrun  | 41 667      | 14,12       | 1      |
|                       | Union de l'opposition pour le renouveau Rassemblement pour la République (PL)                                    | Alain Boule          | 36 665      | 12,43       | 0      |
|                       | Liste du Front d'opposition national Extrême droite (Front d'opposition national)                                | Georges Mathelin     | 2 799       | 0,95        | 0      |
|                       | Liste nationaliste occitane Régionaliste (Parti nationaliste occitan)                                            | Jacques Ressaire     | 2 514       | 0,85        | 0      |
|                       | Liste du Mouvement pour un parti des travailleurs Gard Extrême gauche (Mouvement pour un parti des travailleurs) | Georges Carbonnell   | 1 374       | 0,47        | 0      |
|                       | Liste de l'union pour l'espérance en France affiliée au P.O.E. Extrême droite (Parti ouvrier européen)           | Jean-Claude Boussouf | 802         | 0,27        | 0      |
|                       | |                      |             |             |        |
| Inscrits              | Inscrits | Inscrits             | 385 730     | 100,00      | 5      |
| Abstentions           | Abstentions | Abstentions          | 75 593      | 19,60       |        |
| Votants               | Votants | Votants              | 310 137     | 80,40       |        |
| Blancs et nuls        | Blancs et nuls                                                                                                   | Blancs et nuls       | 15 134      | 4,88        |        |
| Exprimés              | Exprimés | Exprimés             | 295 003     | 95,12       |        |